# Cidulang
Cidulang is een bestuurslaag in het regentschap Majalengka van de provincie West-Java, Indonesië. Cidulang telt 5941 inwoners (volkstelling 2010).